# Ashley Delaney
Ashley Delaney (Sale, 11 aprile 1986) è un ex nuotatore australiano che ha gareggiato alle Olimpiadi estive del 2008.

## Palmarès
- Olimpiadi

Pechino 2008: argento nella 4x100m misti.
- Mondiali

Roma 2009: bronzo nella 4x100m misti.
Barcellona 2013: argento nella 4x100m misti.
- Mondiali in vasca corta

Manchester 2008: bronzo nei 50m dorso.
- Giochi PanPacifici

Irvine 2010: argento nei 50m dorso, bronzo nei 100m dorso e nella 4x100m misti.
- Giochi del Commonwealth

Delhi 2010: oro nella 4x100m misti, bronzo nei 50m dorso, nei 100m dorso e nei 200m dorso.